# Поправки до рівняння Ейнштейна

## Загальні положення
Права частина оригінального рівняння Ейнштейна:
{\displaystyle (1)\qquad G_{ij}=R_{ij}-{R \over 2}g_{ij}={8\pi G \over c^{4}}T_{ij}}
тобто тензор Ейнштейна {\displaystyle G_{ij}}, є симетричним тензором, складеним із тензора внутрішньої кривини {\displaystyle R_{ijkl}} та метричного тензора.
Він може бути одержаний внаслідок варіації наступного функціонала від метричного тензора {\displaystyle g_{ij}} (інтеграла від скалярної кривини {\displaystyle R} по об'єму 4-вимірного простору-часу):
{\displaystyle (2)\qquad S=\int R\,d\tau ,}
а саме:
{\displaystyle (3)\qquad \delta S=\int G_{ij}\delta g^{ij}\,d\tau }
Ця рівність дає змогу говорити про лагранжіан гравітаційного поля:
{\displaystyle (4)\qquad L_{g}=-{c^{4} \over 8\pi G}R}
який пропорційний підінтегральній функції в формулі (2): {\displaystyle {\tilde {L}}=R}. Нижче в цій статті ми опускатимемо постійний множник {\displaystyle -{c^{4} \over 8\pi G}}, який не вливає на вивід рівнянь у відсутності матерії {\displaystyle T_{ij}}.
Для того, щоб права частина рівняння (1) (тензор енергії-імпульсу {\displaystyle T_{ij}}) задовольняла законам збереження енергії, імпульсу і моменту імпульсу, тензор {\displaystyle G_{ij}} повинен мати дві властивості: бути симетричним {\displaystyle G_{ij}=G_{ji}}, і мати нульову дивергенцію:
{\displaystyle (5)\qquad \nabla ^{j}G_{ij}=0}
Виявляється (стаття Узагальнений тензор Ейнштейна), що ці дві основні властивості зберігаються, якщо підставити замість лагранжіана (4) будь-яку скалярну функцію, утворену тензорами внутрішньої кривини {\displaystyle R_{ijkl}} і метричним тензором {\displaystyle g_{ij}}. Але з погляду фізики, реальний лагранжіан не повинен сильно відрізнятися від лінійної функції (4) для того, щоб не зіпсувати закон Всесвітнього тяжіння в межах Сонячної системи. Отже, реальний лагранжіан доцільно представляти у вигляді суми основної частини (формула 4), і деякої кількості малих поправок.
Ці поправки повинні бути малими лише в масштабах ближнього космосу, де закон тяжіння Ньютона підтверджений експериментально з великою точністю. В інших масштабах, як мікроскопічних, так і дуже великих, поправки можуть виступити на перший план і сильно змінити закони тяжіння.

## Неістотні доданки до лагранжіана
Перед тим, як розглядати цікаві поправки, що можуть описувати фізичні закони, буде доречно зазначити, що не всякі доданки до лагранжіана відображаються на рівняннях руху. Два випадки неістотних доданків описано нижче в цьому пункті.

### Дивергенція вектора
Якщо до лагранжіана додати дивергенцію вектора {\displaystyle v_{i}}:
{\displaystyle (6)\qquad {\tilde {L}}=L+\nabla ^{i}v_{i}}
то інтеграл дії {\displaystyle S} за теоремою Остроградського-Ґаусса зміниться на величину поверхневого інтеграла, що береться по межі 4-вимірної області інтегрування, яку ми вважатимемо досить великою:
{\displaystyle (7)\qquad {\tilde {S}}=\int {\tilde {L}}\,d\tau =S+\oint _{border}(\mathbf {v} \cdot \mathbf {n} )d\sigma }
Ясно, що розглядаючи варіацію метрики {\displaystyle \delta g^{ij}\neq 0} тільки в невеликій області, яка перетворюється на нуль на межі області інтегрування, інтеграл в правій частині формули (7) не буде змінюватися. Тому:
{\displaystyle (8)\qquad \delta \int \left(L+\nabla ^{i}v_{i}\right)d\tau =\delta {\tilde {S}}=\delta S=\delta \int L\,d\tau }
Зокрема, неістотним буде додавання лапласіна скалярної кривини:
{\displaystyle (9)\qquad \nabla ^{2}R=\nabla ^{i}\left(\nabla _{i}R\right)}

### Кривина Гауса четвертого степеня
Інтеграл від кривини Гаусса четвертого степеня {\displaystyle K^{[4]}} не змінюється при локальній зміні метрики (див. статтю Інтеграли Гауса). Тому
{\displaystyle (10)\qquad \delta \int \left(L+cK^{[4]}\right)d\tau =\delta \int L\,d\tau }
де {\displaystyle c} — деяка константа. Для конкретики, обчислимо {\displaystyle K^{[4]}} через тензор Рімана:
{\displaystyle (11)\qquad K^{[4]}={1 \over 4\cdot 4!}\;g_{ijkl}^{pqrs}R_{pq}^{ij}R_{rs}^{kl}}
Тензор метричної матрьошки {\displaystyle g_{ijkl}^{pqrs}} (подробиці в статті Одиничний антисиметричний тензор) обчислюється через визначник матриці четвертого порядку, складеної із дельта-символів Кронекера:
{\displaystyle (12)\qquad g_{ijkl}^{pqrs}={\begin{vmatrix}\delta _{i}^{p}&\delta _{j}^{p}&\delta _{k}^{p}&\delta _{l}^{p}\\\delta _{i}^{q}&\delta _{j}^{q}&\delta _{k}^{q}&\delta _{l}^{q}\\\delta _{i}^{r}&\delta _{j}^{r}&\delta _{k}^{r}&\delta _{l}^{r}\\\delta _{i}^{s}&\delta _{j}^{s}&\delta _{k}^{s}&\delta _{l}^{s}\end{vmatrix}}}
Розкриємо цей визначник. Спершу розкладемо його по елементах верхнього рядка:
{\displaystyle (13)\qquad g_{ijkl}^{pqrs}=\delta _{i}^{p}{\begin{vmatrix}\delta _{j}^{q}&\delta _{k}^{q}&\delta _{l}^{q}\\\delta _{j}^{r}&\delta _{k}^{r}&\delta _{l}^{r}\\\delta _{j}^{s}&\delta _{k}^{s}&\delta _{l}^{s}\end{vmatrix}}-\delta _{j}^{p}{\begin{vmatrix}\delta _{i}^{q}&\delta _{k}^{q}&\delta _{l}^{q}\\\delta _{i}^{r}&\delta _{k}^{r}&\delta _{l}^{r}\\\delta _{i}^{s}&\delta _{k}^{s}&\delta _{l}^{s}\end{vmatrix}}+\delta _{k}^{p}{\begin{vmatrix}\delta _{i}^{q}&\delta _{j}^{q}&\delta _{l}^{q}\\\delta _{i}^{r}&\delta _{j}^{r}&\delta _{l}^{r}\\\delta _{i}^{s}&\delta _{j}^{s}&\delta _{l}^{s}\end{vmatrix}}-\delta _{l}^{p}{\begin{vmatrix}\delta _{i}^{q}&\delta _{j}^{q}&\delta _{k}^{q}\\\delta _{i}^{r}&\delta _{j}^{r}&\delta _{k}^{r}\\\delta _{i}^{s}&\delta _{j}^{s}&\delta _{k}^{s}\end{vmatrix}}}
Кожен із визначників третього порядку розкриваємо за відомою формулою. У результаті маємо таку суму 24 доданків:
{\displaystyle (14)\qquad {\begin{matrix}g_{ijkl}^{pqrs}=&(\delta _{i}^{p}\delta _{j}^{q}\delta _{k}^{r}\delta _{l}^{s}+\delta _{i}^{p}\delta _{k}^{q}\delta _{l}^{r}\delta _{j}^{s}+\delta _{i}^{p}\delta _{l}^{q}\delta _{j}^{r}\delta _{k}^{s}-\delta _{i}^{p}\delta _{j}^{q}\delta _{l}^{r}\delta _{k}^{s}-\delta _{i}^{p}\delta _{k}^{q}\delta _{j}^{r}\delta _{l}^{s}-\delta _{i}^{p}\delta _{l}^{q}\delta _{k}^{r}\delta _{j}^{s})\\\ &-(\delta _{j}^{p}\delta _{i}^{q}\delta _{k}^{r}\delta _{l}^{s}+\delta _{j}^{p}\delta _{k}^{q}\delta _{l}^{r}\delta _{i}^{s}+\delta _{j}^{p}\delta _{l}^{q}\delta _{i}^{r}\delta _{k}^{s}-\delta _{j}^{p}\delta _{i}^{q}\delta _{l}^{r}\delta _{k}^{s}-\delta _{j}^{p}\delta _{k}^{q}\delta _{i}^{r}\delta _{l}^{s}-\delta _{j}^{p}\delta _{l}^{q}\delta _{k}^{r}\delta _{i}^{s})\\\ &+(\delta _{k}^{p}\delta _{i}^{q}\delta _{j}^{r}\delta _{l}^{s}+\delta _{k}^{p}\delta _{j}^{q}\delta _{l}^{r}\delta _{i}^{s}+\delta _{k}^{p}\delta _{l}^{q}\delta _{i}^{r}\delta _{j}^{s}-\delta _{k}^{p}\delta _{i}^{q}\delta _{l}^{r}\delta _{j}^{s}-\delta _{k}^{p}\delta _{j}^{q}\delta _{i}^{r}\delta _{l}^{s}-\delta _{k}^{p}\delta _{l}^{q}\delta _{j}^{r}\delta _{i}^{s})\\\ &-(\delta _{l}^{p}\delta _{i}^{q}\delta _{j}^{r}\delta _{k}^{s}+\delta _{l}^{p}\delta _{j}^{q}\delta _{k}^{r}\delta _{i}^{s}+\delta _{l}^{p}\delta _{k}^{q}\delta _{i}^{r}\delta _{j}^{s}-\delta _{l}^{p}\delta _{i}^{q}\delta _{k}^{r}\delta _{j}^{s}-\delta _{l}^{p}\delta _{j}^{q}\delta _{i}^{r}\delta _{k}^{s}-\delta _{l}^{p}\delta _{k}^{q}\delta _{j}^{r}\delta _{i}^{s})\end{matrix}}}
Якщо ми цей довгий вираз підставимо в формулу (11), розкриємо дужки, проведемо згортку окремо в кожному із 24 доданків і нарешті, зведемо подібні доданки, то одержимо наступну формулу для кривини Гауса четвертого степеня:
{\displaystyle (15)\qquad K^{[4]}={1 \over 24}\left(R^{2}-4R_{j}^{i}R_{i}^{j}+R_{kl}^{ij}R_{ij}^{kl}\right)}

## Поправка з космологічною сталою
Розглянемо в лагранжіані {\displaystyle {\tilde {L}}=R+\dots } поправку, що є константою. Позначимо цю константу {\displaystyle -2\Lambda }:
{\displaystyle (16)\qquad {\tilde {L}}=R-2\Lambda }
З цієї функції можна одержати наступний узагальнений тензор Ейнштейна:
{\displaystyle (17)\qquad G_{ij}^{[{\tilde {L}}]}=R_{ij}-{R \over 2}g_{ij}+\Lambda g_{ij}}
і, прирівнявши цей вираз до нуля, рівняння для кривини пустого простору:
{\displaystyle (18)\qquad R_{ij}-{R \over 2}g_{ij}+\Lambda g_{ij}=0}
Одержане рівняння досліджував ще сам Альберт Ейнштейн. Воно цікаве тим, що навіть за відсутності матерії простір викривляється. А саме, згорнемо рівняння (18) з метричним тензором:
{\displaystyle (19)\qquad R-{R \over 2}\cdot 4+4\Lambda =0}
{\displaystyle (20)\qquad R=4\Lambda ,\qquad R_{ij}=\Lambda g_{ij}}
З рівняння (20) можна побачити, що порожній простір схожий за внутрішньою геометрією на псевдосферу радіуса {\displaystyle a={1 \over {\sqrt {|\Lambda |}}}}. Ясно, що на відстанях порядку цього радіуса геометрія простору починає сильно відрізнятися від евклідової. Оскільки астрономічні спостереження не вказують на сильне відхилення геометрії у видимій частині космосу, то цей радіус має бути порядку розмірів Всесвіту або ще більшим. Відповідно космологічна стала є величиною, оберненою до квадрата цього радіуса.

## Даламберіан і детермінізм
Основна частина лагранжіана дає алгебраїчний (по тензору внутрішньої кривини) тензор Ейнштейна другого степеня:
{\displaystyle (21)\qquad G_{j}^{[2]\,i}=-{1 \over 2\cdot 2!}g_{jkl}^{ips}R_{ps}^{kl}=R_{j}^{i}-{R \over 2}\delta _{j}^{i}}
а поправка з космологічною сталою дає тензор Ейнштейна нульового степеня:
{\displaystyle (22)\qquad G_{j}^{[0]\,i}=-{1 \over 2}\delta _{j}^{i}}
і ми одержуємо рівняння, що не містить похідних від тензора Рімана. Це значить, що в зазначених двох випадках ми маємо рівняння з другими похідними відносно метричного тензора. В лінійному наближенні це просто неоднорідне хвильове рівняння (з оператором Даламбера):
{\displaystyle (23)\qquad \Box h_{ij}=\left({1 \over c^{2}}{\partial ^{2} \over \partial t^{2}}-{\partial ^{2} \over \partial x^{2}}-{\partial ^{2} \over \partial y^{2}}-{\partial ^{2} \over \partial z^{2}}\right)h_{ij}=2\Lambda g_{ij}-{16\pi G \over c^{4}}T_{ij}}
Як відомо, виходячи з початкових умов в якийсь момент часу, можна обчислити розв'язок в будь-який інший момент часу, тобто маємо детермінізм.
В 4-вимірному просторі алгебраїчні тензори Ейнштейна четвертого та вищих степенів тотожно перетворюються на нуль.
Тому будь-які інші поправки, окрім вже згадуваної космологічної сталої, будуть містити похідні від тензора Рімана. Це значить, що ми отримуватимемо диференціальне рівняння четвертого (або навіть вище) порядку відносно компонент невідомого метричного тензора. Теоретично можна уявити, що розв'язок такого рівняння в деякій 4-вимірній області залежить не лише від минулого (дно світлового конуса), але і від усіх точок на межі області (аналогія з тахіонами).
Щобільше, можна уявити собі розв'язок, який буде флуктуацією (віртуальною частинкою) всередині 4-об'єму, але на межі області (в минулому, майбутньому або просторових межах) ми практично не знайдемо слідів цієї флуктуації (аналітично, ці сліди можуть бути експоненціально малими). Таким чином, крайова задача не має однозначного розв'язку всередині — можлива ціла «піна» таких флуктуацій.

## Квадратичні поправки
Розглянемо наступну схему, з якої ми можемо утворити скаляри, квадратичні по тензору Рімана:
{\displaystyle (24)\qquad R_{ijkl}R_{pqrs}g^{..}g^{..}g^{..}g^{..}}
Замість крапок в позначеннях оберненого метричного тензора треба підставляти індекси, які згортаються з індексами двох тензорів Рімана. Розглядаємо варіанти: Якщо ми повністю згорнемо перший тензор Рімана, то одержимо скалярну {\displaystyle R} як перший співмножник.
Ясно, що в цьому випадку другий тензор Рімана теж згорнеться сам із собою. Таким чином маємо поправку квадрата скалярної кривини {\displaystyle R^{2}}.
Якщо ми тільки два індекси першого тензора Рімана згорнемо із собою, а два інші індекси — перехресно з другим тензором Рімана, то одержимо поправку самозгортки двох тензорів Річчі {\displaystyle R_{j}^{i}R_{i}^{j}}.
Залишається випадок, коли індекси двох тензорів Рімана в формулі (24) згортаються перехресно. Таким чином, враховуючи перестановки індексів і симетрію тензора Рімана, можна скласти ще дві поправки:
{\displaystyle (25)\qquad A=R^{ijkl}R_{ijkl}}
{\displaystyle (26)\qquad B=R^{ijkl}R_{ikjl}}
Але, беручи до уваги алгебраїчну тотожність Біанкі можна показати, що ці поправки лінійно залежні. Для цього спочатку взаємно перейменуємо індекси {\displaystyle {k,l}} в рівнянні (26) і скористаємося симетріями тензора Рімана. Маємо:
{\displaystyle (27)\qquad B=R^{ijlk}R_{iljk}=-R^{ijkl}R_{jkil}}
тепер з формули (25) віднімемо (26) і (27):
{\displaystyle (28)\qquad A-2B=R^{ijkl}\left(R_{ijkl}-R_{ikjl}+R_{jkil}\right)=R^{ijkl}\left(R_{ijkl}+R_{kijl}+R_{jkil}\right)}
Вираз в останніх дужках дорівнює нулю внаслідок алгебраїчної тотожності Біанкі. Тому {\displaystyle A=2B} і в лагранжіані достатньо розглядати лише одну з цих двох поправок. Випишемо лагражіан з усіма розглянутими квадратичними поправками:
{\displaystyle (29)\qquad {\tilde {L}}=R+AR^{2}+BR_{j}^{i}R_{i}^{j}+CR_{kl}^{ij}R_{ij}^{kl}}
тут {\displaystyle A,B,C} — постійні (незалежні від часу і точки простору, тобто універсальні) коефіцієнти.
Зважаючи на формули (10) і (15), ми можемо спростити лагранжіан (29), компенсувавши останній доданок кривиною Гауса четвертого степеня (при цьому рівняння руху по суті не зміняться):
{\displaystyle (30)\qquad {\tilde {L}}'={\tilde {L}}-24CK^{[4]}=R+(A-C)R^{2}+(B+4C)R_{j}^{i}R_{i}^{j}=R+A'R^{2}+B'R_{j}^{i}R_{i}^{j}}
Константи {\displaystyle A',B'} повинні бути досить малими, щоб поправки не псували Ньютонівський закон тяжіння в масштабах ближнього космосу. Розмірність цих констант — квадрат відстані, тому вони мають відношення до малих відстаней. На додаток, оскільки ці константи універсальні, то можливо їх треба порівнювати з двома константами, складеними з комбінацій фізичних констант:
{\displaystyle (31)\qquad p={\hbar G \over c^{3}},\qquad q={e^{2}G \over 4\pi \varepsilon _{0}c^{4}}}
Можна помітити, що ці фізичні константи дещо спрощуються при множенні на коефіцієнт {\displaystyle -{c^{4} \over 8\pi G}} що стоїть перед лагранжіаном формули (4).